# Macromitrium rhaphidophyllum
Macromitrium rhaphidophyllum är en bladmossart som beskrevs av C. Müller 1879. Macromitrium rhaphidophyllum ingår i släktet Macromitrium och familjen Orthotrichaceae. Inga underarter finns listade i Catalogue of Life.